# Glenn Robinson III
Glenn Alan Robinson III (Gary, 8 de janeiro de 1994) é um jogador norte-americano de basquete que joga no Philadelphia 76ers da NBA.
Ele foi selecionado na segunda rodada do draft da NBA de 2014 (40ª escolha geral) pelo Minnesota Timberwolves. Em 2017, Robinson III foi campeão do Campeonato de enterradas da NBA durante o All-Star Weekend em Nova Orleans.
É filho do ex-jogador da NBA, campeão em 2005 pelo San Antonio Spurs, Glenn Robinson.